# Arpínum

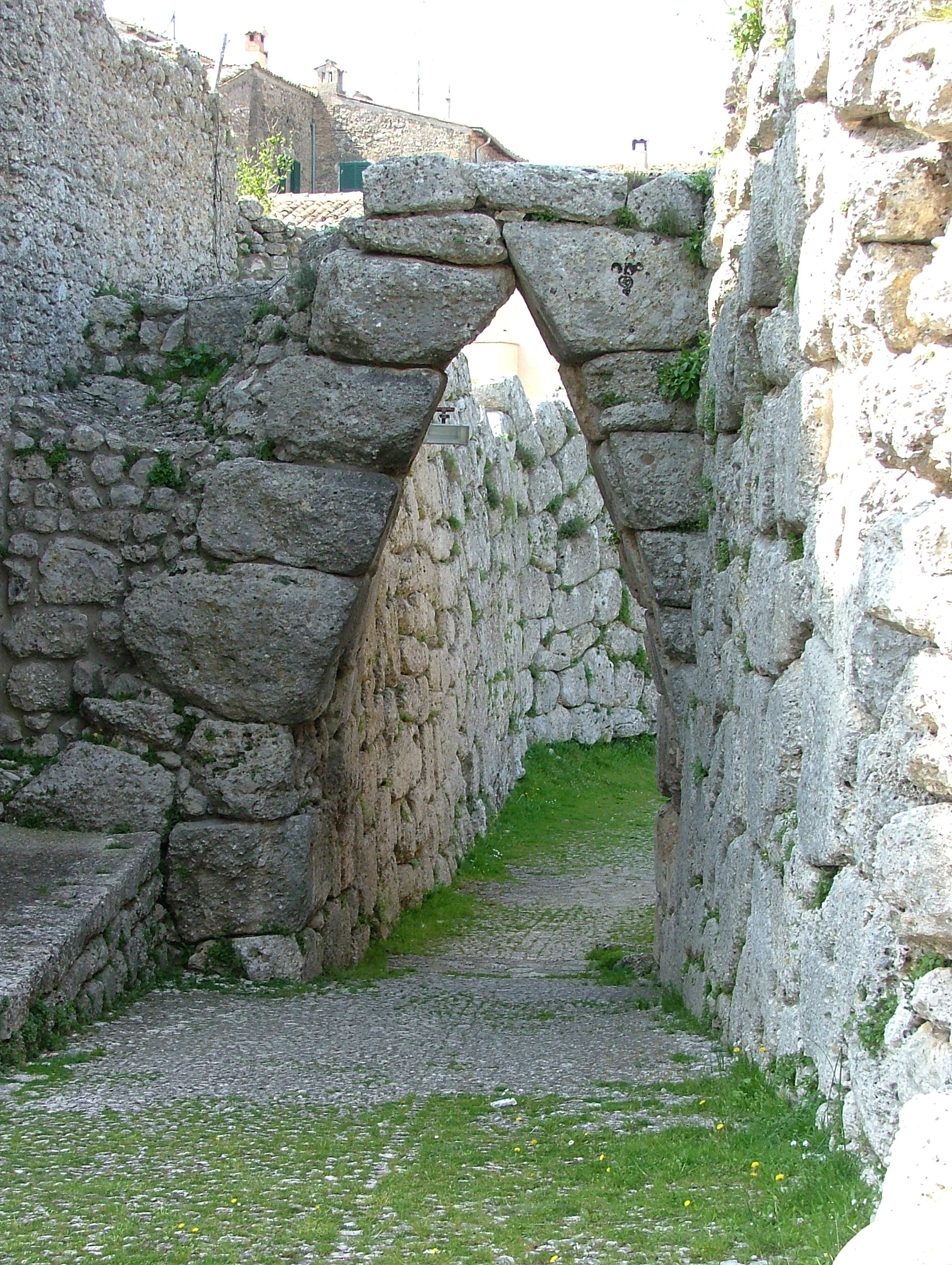
El fals arc de la muralla d'Arpinum

Arpínum (en llatí: Arpinum, en grec antic: Ἄρπινα) va ser una ciutat romana, originàriament dels volscs, situada en un turó sobre la vall del Liris prop de la seva unió amb el Fibrenus, i a unes sis milles romanes al sud de Sora. Va ser en un primer període una ciutat molt important.
Juvenal diu que estava situada al territori dels volscs, però no es menciona entre les ciutats volsques d'aquella part d'Itàlia durant la guerra entre els romans i aquell poble. Els samnites la van ocupar abans del 305 aC i aquest any se'n van apoderar els romans. El 302 aC els seus ciutadans va obtenir la ciutadania romana però sense dret de sufragi, dret que no van aconseguir fins al 188 aC quan la ciutat es va incloure dins de la tribu Cornèlia. Formava part de la primera regió durant l'Imperi i va subsistir durant l'edat mitjana.
Allí van néixer Gai Mari i Marc Tul·li Ciceró. Mari era plebeu, i es diu que mai no va aconseguir una magistratura a la seva ciutat, però Ciceró era de rang eqüestre, i d'una de les famílies més antigues d'Arpínum. Ciceró parla molt sovint del seu lloc de naixença i diu que els seus habitants eren rústics i senzills, per la geografia muntanyosa del territori, però que per això mateix tenien les virtuts dels muntanyencs. Tenia una vila a la ciutat, a la riba del riu Fibrenus, en uns terrenys envoltats per les aigües d'aquell riuet que havia heretat del seu pare. És un lloc que no mencionen ni Estrabó ni Claudi Ptolemeu, però Plini el Vell diu que era un municipium.
Malgrat haver sigut un municipi de certa importància en època romana, que es dedicava a la manufactura de llana, les restes que en queden són anteriors o posteriors.

## Les restes de l'antiga Arpinum
Actualment es conserven restes de l'antiga Arpínum i també construccions anteriors a la construcció d'aquesta ciutat, de les restes megalítiques de l'edat de ferro. Estan situades a la part alta de la ciutat d'Arpino. La zona va ser estudiada entre altres per: Giustiniano Nicolucci i Heinrich Schliemann.
Els llocs més destacats són:

Torre medieval dita de Ciceró, a l'esquerra de la imatge.

- La civitas vetus, una muralla construïda en època preromana, probablement del segle viii aC,[a] amb un arc apuntat del tipus fals arc, únic supervivent del seu gènere en tota l'àrea mediterrània. En alguns punt la muralla arriba als 6 m d'alçada.
- La porta scaeva.[b] Una porta diferent de la típica porta de muralla que s'obre de baix cap a dalt, perquè aquesta s'obria per la part esquerra interior amb la intenció que si la ciutat era atacada, en obrir-se la porta copejaria la banda més desprotegida dels guerrers: la seva dreta, ja que amb la mà esquerra sostenien l'escut. Una porta com aquesta només s'ha trobat a Troia.
- L'acròpoli a 627 metres sobre el nivell del mar, dividida en dos nuclis de població: la Civitavecchia i la Civita Falconara. Dins aquesta zona viuen encara avui dia prop d'un centenar de persones dedicades a la ramaderia.
- La Torre de Ciceró, una construcció medieval que va ser restaurada l'any 2011. Una llegenda local deia que aquesta torre s'havia construït sobre les restes d'una casa de Ciceró. L'escriptora Marianna Dionnigi va investigar-ho a començaments del 1800 però no va trobar cap prova de que això fos cert.[4]